# Helga Schultze
Helga Schultze (Berlin 1940 - 2015) fue una tenista alemana que alcanzó el puesto número 5 en el ranking individual de 1964.

## Trayectoria deportiva
Entre 1961 y 1968, compitió en siete campeonatos de Wimbledon, logrando su mejor resultado individual en  1962 cuando llegó a la cuarta ronda.
Llegó a las semifinales del Campeonato de Francia de 1964 y en  el Campeonato de Estados Unidos alcanzó la tercera ronda en 1962 y 1964.
En 1964, Schultz y su compañera de equipo Norma Baylon alcanzaron la final de dobles en el Campeonato de Francia de 1964. 
De 1964 a 1974, participó en el equipo alemán de la Copa Federación y acumuló un récord de 14-11 en victorias y derrotas.
En 1966 ganó el torneo internacional del Real Club de Tenis de San Sebastián. 
En 1970 recibió la Hoja de Laurel de Plata, el premio deportivo más importante de Alemania.